# Шотландский международный конкурс пианистов
Шотландский международный конкурс пианистов (англ. Scottish International piano competition) — конкурс академических пианистов. Проходит раз в три года, начиная с 1986 г., в городе Глазго (Шотландия). Был организован в память шотландского пианиста Фредерика Ламонда.
Среди членов жюри в разные годы были Виктория Постникова, Идиль Бирет, Арналду Кохен.

## Лауреаты конкурса
| 1986 | Грэм Макнот (Великобритания) |
| 1990 | Даниэль Визнер (Чехия)       |
| 1992 | Сергей Бабаян (Россия)       |
| 1995 | Джампаоло Стуани (Италия)    |
| 1998 | Александр Кобрин (Россия)    |
| 2001 | Ли Чэнинь (Китай)            |
| 2004 | Таня Габриэлян (США)         |
| 2007 | Том Постер (Великобритания)  |
| 2010 | Оксана Шевченко (Казахстан)  |
| 2014 | Жонатан Фурнель (Франция)    |